# Lijst van oorlogsmonumenten in Elburg
De Nederlandse gemeente Elburg heeft 8 oorlogsmonumenten. Hieronder een overzicht.
| Nr.  | Object                                | Herdachte groep                                                                                  | Ontwerper                                                                   | Onthulling   | Type            | Locatie                  | Plaats     | Coördinaten                   | Foto                                |
| ---- | ------------------------------------- | ------------------------------------------------------------------------------------------------ | --------------------------------------------------------------------------- | ------------ | --------------- | ------------------------ | ---------- | ----------------------------- | ----------------------------------- |
| 1246 | Oorlogsmonument                       | algemeen, burgerslachtoffers, vervolgden Nederland                                               | Jan de Melker                                                               |              | beeld/sculptuur | Veldweg, 8081 CD         | Doornspijk | 52° 25' 23" NB, 5° 48' 31" OL |                                     |
| 1249 | Verzetsmonument                       | verzet Nederland                                                                                 |                                                                             |              | beeld/sculptuur | Zuiderwal, 8081 CD       | Elburg     | 52° 26' 46" NB, 5° 50' 7" OL  |                                     |
| 1311 | Artillerie-monument                   | militairen in dienst van het Ned. Kon. na 1945, militairen in dienst van het Ned. Kon. 1940-1945 | W.A.H. Boellaard (ontwerp), Y. Kok (architect), G.A. van der Graft (beeld)  | 30 juni 1953 | overig          | Eperweg 149, 8084 HE     | 't Harde   | 52° 23' 13" NB, 5° 54' 34" OL | Meer afbeeldingen                   |
| 1312 | Monument in de 'Officierscantine ASK' | militairen in dienst van het Ned. Kon. na 1945, militairen in dienst van het Ned. Kon. 1940-1945 | A.C. Kammeijer (ontwerper), A. Bogtman (glazenier), Y. Kok (toezichthouder) | 4 mei 1960   | glas-in-lood    | Eperweg 149, 8084 HE     | 't Harde   | 52° 23' 13" NB, 5° 54' 34" OL |                                     |
| 2586 | Joods monument                        | vervolgden Nederland                                                                             |                                                                             | 1 mei 1985   | plaquette       | Oosterwalstraat, 8081 GH | Elburg     | 52° 26' 55" NB, 5° 50' 16" OL | Joods monument                      |
| 3065 | Short Stirling-monument               | geallieerde militairen                                                                           |                                                                             | 4 mei 2004   | overig          | Drostenweg, 8085 TC      | Doornspijk | 52° 24' 53" NB, 5° 47' 15" OL | Short Stirling-monument             |
| 3216 | Monument op de Joodse begraafplaats   | vervolgden Nederland                                                                             |                                                                             |              | plaquette       | Oosterwalstraat, 8081 GH | Elburg     | 52° 26' 59" NB, 5° 50' 4" OL  |                                     |
| 3253 | Monument voor Theodore Bachenheimer   | geallieerde militairen                                                                           |                                                                             |              | overig          | Eperweg 33, 8084 HB      | 't Harde   | 52° 25' 3" NB, 5° 52' 55" OL  | Monument voor Theodore Bachenheimer |

Aalten ·
Apeldoorn ·
Arnhem ·
Barneveld ·
Berg en Dal ·
Berkelland ·
Beuningen ·
Bronckhorst ·
Brummen ·
Buren ·
Culemborg ·
Doesburg ·
Doetinchem ·
Druten ·
Duiven ·
Ede ·
Elburg ·
Epe ·
Ermelo ·
Harderwijk ·
Hattem ·
Heerde ·
Heumen ·
Lingewaard ·
Lochem ·
Maasdriel ·
Montferland ·
Neder-Betuwe ·
Nijkerk ·
Nijmegen ·
Nunspeet ·
Oldebroek ·
Oost Gelre ·
Oude IJsselstreek ·
Overbetuwe ·
Putten ·
Renkum ·
Rheden ·
Rozendaal ·
Scherpenzeel ·
Tiel ·
Voorst ·
Wageningen ·
West Betuwe ·
West Maas en Waal ·
Westervoort ·
Wijchen ·
Winterswijk ·
Zaltbommel ·
Zevenaar ·
Zutphen